# Trigonogastrella rabiosa
Trigonogastrella rabiosa är en stekelart som först beskrevs av Girault 1915.  Trigonogastrella rabiosa ingår i släktet Trigonogastrella och familjen puppglanssteklar. Inga underarter finns listade i Catalogue of Life.